# لويس فيليبس
لويس فيليبس (بالإنجليزية: Louis Phillips)‏ هو شاعر أمريكي، ولد في 15 يونيو 1942 في لوويل في الولايات المتحدة.

## وصلات خارجية
- الموقع الرسمي